# Bundah
Bundah is een bestuurslaag in het regentschap Sampang van de provincie Oost-Java, Indonesië. Bundah telt 1675 inwoners (volkstelling 2010).